# Méfies-toi de Méphisto
Méfies-toi de Méphisto, est un jeu vidéo d'aventure créé dans les années 1980 par JP Prete et édité par Bleu-ciel informatique pour les ordinateurs Oric et MO5.

## Synopsis
Vous avez vendu votre âme au Diable un soir de déprime. Le lendemain, regrettant votre acte, vous souhaitez la récupérer. Mais pour cela, il vous faut récupérer le pacte qui se trouve dans une vieille demeure et déjouer les pièges préparés par Méphisto,.

## Système de jeu
Vous vous dirigez et prenez des décisions à l'aide des touches du clavier.